# Acacia alata
Acacia alata és un arbust de la família de les lleguminoses, amb flors de color blanc cremós o groc or, agrupades en panícules. Pot arribar a mesurar 2 m d'alçada i un metre d'ample. Com a la majoria d'espècies del gènere Acacia, les seves branques són espinoses.

## Descripció

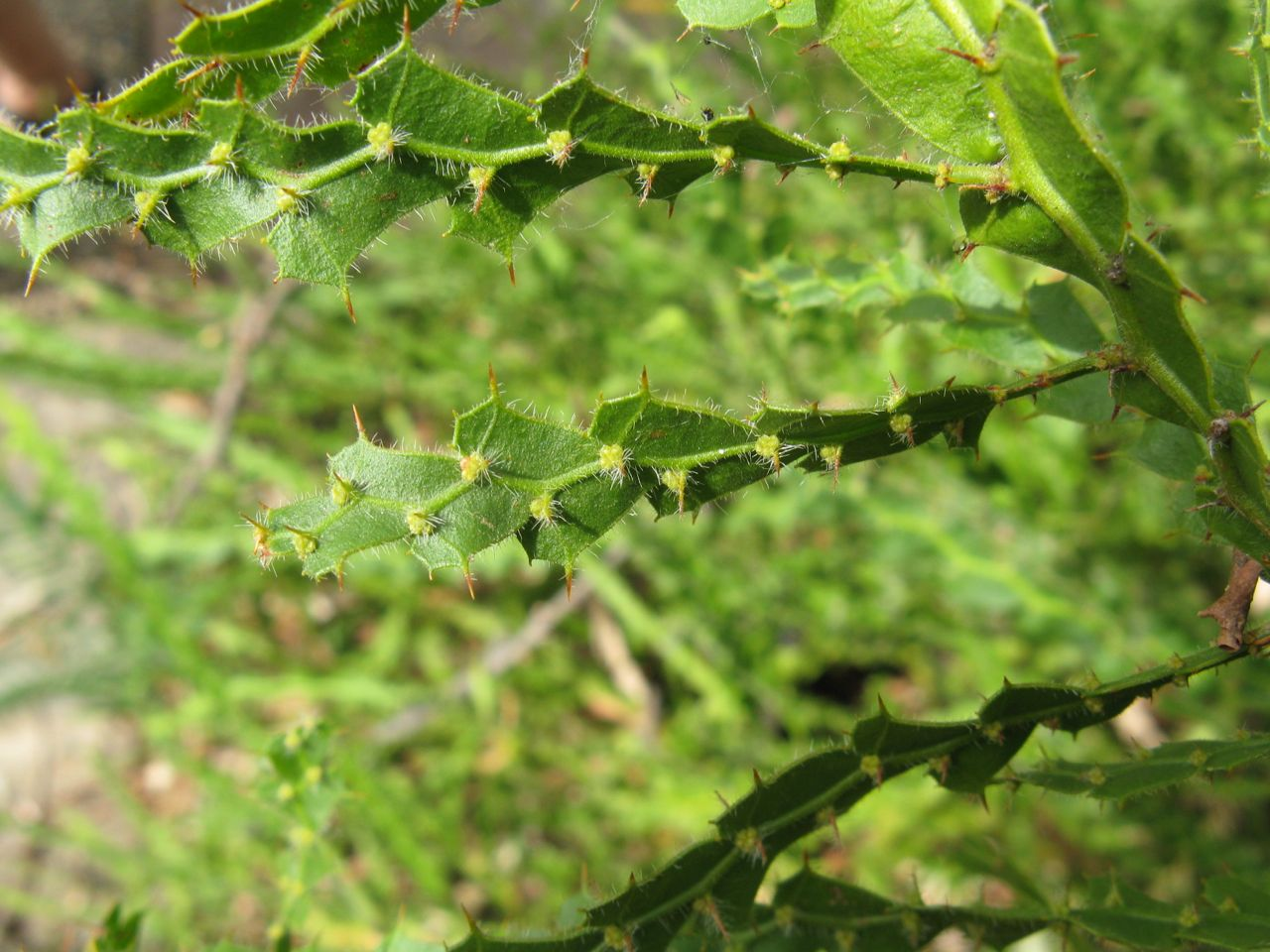
Detall de les fulles

Acacia alata és un arbust gran, multi-ramificat, resistent a les gelades, que arriba a mesurar fins a 2,10 m d'alçada i 1 m de diàmetre, distribuïts a Austràlia Occidental. Creix a diversos tipus de sòls: zones properes a rius, puigs rocosos, salins i argilosos. Els seus branquillons sovint es dobleguen alternativament en diferents direccions. Els pecíols modificats es redueixen en mida i donen la impressió de penques (branques que semblen fulles, essent realment un pecíol ample i carnós). Les ales d'aquests pecíols mesuren generalment de 2 a 20 mm d'ample i de 5 a 70 mm de llarg. La inflorescència és simple en la seva majoria amb dues flors per axil·la, però a vegades es presenta en raïms. Els caps globulars contenen de 4 a 15 flors. Aquestes flors poden ser de color blanc, crema o groc or. Es prefereix aquesta última forma de la flor pel cultiu.

## Taxonomia
Acacia alata va ser descrita per Robert Brown i publicada a Hortus Kewensis; or, a Catalogue of the Plants Cultivated in the Royal Botanic Garden at Kew. London 5: 464. 1789.

### Etimologia
- Acacia: nom genèric derivat del grec ακακία (akakia), que va ser atorgat pel botànic grec Dioscòrides (A.C. 90-40) per l'arbre medicinal A. nilotica al seu llibre De Materia Medica.[4] El nom deriva de la paraula grega ακις (akis, "espines").[5]
- alata: epítet llatí que significa "alada".[6]

#### Varietats
- Acacia alata var. platyptera (Lindl.) Meisn.

#### Sinonímia
- Acacia alata R. Br.
- Mimosa alata (R.Br.)Poir.
- Phyllodoce alata (R. Br.) Link
- Acacia alata var. genuina Meissner
- Acacia uniglandulosa Seem. & J.A.Schmidt
- Acacia alata var. glabrata Seem.[7]